# Leptotes parrhasioides
Leptotes parrhasioides is een vlinder uit de familie van de Lycaenidae. De wetenschappelijke naam van de soort is voor het eerst gepubliceerd in 1860 door Hans Daniel Johan Wallengren.
De soort komt voor op de Galapagoseilanden.